# Phaseolodes
Phaseolodes là một chi thực vật có hoa trong họ Đậu.